# Cesare Dobici
Cesare Dobici (Viterbo, 11 dicembre 1873 – Roma, 25 aprile 1944) è stato un compositore e musicista italiano.
Con Licinio Refice e Raffaele Casimiri fu tra i più eminenti docenti del Pontificio istituto di musica sacra nella prima metà del '900

## Biografia
Dopo i primi studi di pianoforte e composizione, entrò nel liceo musicale di "S. Cecilia" a Roma, dove si diplomò in composizione con Cesare De Sanctis nel 1899. Nella sua città natale, a Viterbo, iniziò la sua attività artistica quale direttore della Cappella Musicale del Duomo, nonché di didatta, con l'insegnamento del canto corale nella scuola magistrale "G. Carducci". 
Si affacciò al teatro musicale con due opere rimaste incomplete: "Cola di Rienzo" (in tre atti, libretto di Pietro Cossa) e "Carlotta Corday", appena abbozzata. 
Successivamente si dedicò alle sue vere passioni: la composizione di musica sacra e liturgica, la didattica.
La fama di Dobici, definito "il migliore didatta di tutta Italia", fu legata soprattutto all'attività di insigne didatta, grazie alla rara competenza e profonda preparazione, nonché alla metodica chiara e paziente. Insegnò dapprima al "Reale Conservatorio Musicale di S. Cecilia" (divenuto Accademia Nazionale di Santa Cecilia in Roma) e poi al Pontificio Istituto di Musica Sacra a Roma, chiamato dal preside P. Angelo De Santi. Qui gli furono affidate le cattedre di Armonia superiore e Metodica, Contrappunto e Fuga.
La sua attività didattica, particolarmente apprezzata, formò illustre generazioni di allievi italiani e provenienti da pesi esteri. Tra i suoi allievi più famosi si ricordano: Sigismund Toduta (Bucarest), Vieri Tosatti, Ferruccio Vignanelli, Carlo Alberto Pizzini, Enrico Buondonno, Giorgio Colarezzi, Francesco Mander, Biagio Grimaldi, Ennio Porrino, Angelo Turriziani, nonché molti aspiranti compositori provenienti anche dall'estero (Portogallo, Romania, Argentina, Venezuela, Australia, Stati Uniti).
Dobici, insieme a Lorenzo Perosi, Luigi Bottazzo, Raffaele Casimiri, Licinio Refice, fu tra i fautori di un necessario rinnovamento della musica sacra, sulla scia del Motu proprio promulgato nel 1903 da Pio X: un processo di riforma orientato a nuovi intendimenti musicali, più vicini alla purezza del canto gregoriano e alla polifonia rinascimentale.
Morì a Roma il 25 aprile 1944.

## Le opere (selezione)
Dobici fu un fecondo compositore di musica sacra e profana; nel campo della produzione sacra e liturgica (inni, messe, salmi, litanie, sequenze, mottetti, offertori, cantici) espresse con maggiore convinzione la vera vocazione compositiva. Gran parte delle opere sono rimaste inedite; la sua produzione comprende melodie per canto e pianoforte, brani per organo, per pianoforte, fughe vocali e strumentali per archi e per fiati, romanze, madrigali, serenate, liriche.

### Opere Liriche
- Cola di Rienzo (opera in tre atti, libretto di P. Cozza - incompleta
- Carlotta Corday (opera lirica) - incompiuta

### Messe
- Messa pro defunctis a 4 voci dispari ed organo con Dies irae a 8 voci a doppio coro (1907), premiata con medaglia d'oro dal ministro dell'Interno
- Messa in onore del beato Giacomo da Viterbo, per due voci ineguali ed organo (1913)
- Missa solemnis in D, Virgini Deiparae Lauretanae per 4 voci dispari ed organo (1914)
- Messa solenne a 4 voci per il centenario di s. Agostino (1933)
- Messa salesiana, per la canonizzazione di don Bosco (1934)
- Missa cum iubilo (1935)

### Composizioni sacre (varie)
- O salutaris hostia a tre voci dispari ed organo (1900)
- Tota pulchra, a dodici voci in tre cori e tre organi, dedicata a Leone XIII per il 50° della proclamazione del dogma dell'Assunta (1902)
- Lauda spirituale (1903)
- Dies irae, a 8 voci a doppio coro (1907)
- Hic est Geminianus, mottetto per baritono, coro e orchestra (1918)
- Loquebar, introito per la festa di S. Rosa da Viterbo
- Inno eucaristico (su testo di G. Salvadori) per il I congresso interdiocesano del Lazio superiore (1924)
- Vergine Madre (preghiera dantesca), a due voci uguali con accompagnamento di pianoforte (1925)
- Ave Maria, all'unisono per voce di popolo offerta alla Madonna del Grappa (1934)
- Benedictus, per baritono solo con accompagnamento d'organo (1934)
- Pange lingua, per coro di popolo con accompagnamento d'organo (1934)
- Pange lingua, per tre voci virili con accompagnamento d'organo (1935)
- O Thoma, inno a S. Tommaso a quattro voci virili (1936)
- Salve Regina, ad una voce ed organo (1936)
- Oremus pro Pontifice, per coro a voci virili ed organo (1940)
- Commovisti Domine, offertorio per soprano, tenore e basso con accompagnamento d'organo (1938)
- Cantantibus organis, mottetto per soprano o tenore con accompagnamento d'organo (1939)
- O sacrum convivium, mottetto sacro per soli e coro a due voci con organo (1940)
- Omnis gloria, introito per due voci pari con organo (1940)
- Ego dilecto meo, graduale a due voci pari con accompagnamento d'organo (1940)

### Liriche per canto e pianoforte
- Dimenticar ben mio, romanza per soprano o tenore e pianoforte, testo di H. Heine (1897)
- Tre melodie per canto e pianoforte: Lasciami in pace (I. Well), Quando cadran le foglie(L. Stecchetti), Te lo voglio dire (E. Panzacchi) - (1900)
- Amuleto, romanza per voce solista su testo di G. Mazzoni (1904)
- Sei melodie, per soprano o tenore con accompagnamento di pianoforte su testo di H. Heine

### Opere teoriche
- Trenta lezioni da svolgere a quattro voci per gli esercizi pratici del basso tematico (aggiunte al trattato di C. De Sanctis), Milano 1933
- Lezioni di armonia superiore, ibid. 1933
- Partimenti per lo studio del contrappunto imitato e fugato, 2 Volumi, ibid. 1934 (con appendice ai bassi imitati e fugati di P. Raimondi)
- Trattato della fuga, ibid. 1934